# Idaho Steelheads
Idaho Steelheads je profesionální americký klub ledního hokeje, který sídlí v Boise ve státě Idaho. Do ECHL vstoupil v ročníku 2003/04 a hraje v Horské divizi v rámci Západní konference. Před vstupem do ECHL působil několik let ve West Coast Hockey League. Své domácí zápasy odehrává v hale CenturyLink Arena s kapacitou 5 002 diváků. Klubové barvy jsou námořnická modř, stříbrná, černá a bílá. Jedná se o farmu klubů Dallas Stars (NHL) a Texas Stars (AHL).
Klub je dvojnásobným držitelem Kelly Cupu, trofeje pro vítěze ECHL.

## Úspěchy
- Vítěz ECHL ( 2× )
  - 2003/04, 2006/07

## Přehled ligové účasti
Zdroj:
- 1997–2002: West Coast Hockey League (Severní divize)
- 2002–2003: West Coast Hockey League
- 2003–2004: East Coast Hockey League (Pacifická divize)
- 2004–2010: East Coast Hockey League (Západní divize)
- 2010–2014: East Coast Hockey League (Horská divize)
- 2014–2015: East Coast Hockey League (Pacifická divize)
- 2015–2016: East Coast Hockey League (Západní divize)
- 2016– : East Coast Hockey League (Horská divize)